# Carlos Alberto Silva
Carlos Alberto Silva (Bom Jardim de Minas, Minas Gerais; 14 de agosto de 1939-Belo Horizonte, Minas Gerais; 20 de enero de 2017) fue un entrenador de fútbol brasileño. Se graduó en Educación Física por la Universidad Federal de Minas Gerais.

## Selección nacional
Ha sido seleccionador de la Selección de fútbol de Brasil.

### Participaciones en Copas América
| Copa América | Sede      | Resultado    |
| ------------ | --------- | ------------ |
| 1987         | Argentina | Primera fase |

### Participaciones en Juegos Olímpicos
| Juegos Olímpicos | Sede | Resultado        |
| ---------------- | ---- | ---------------- |
| 1988             | Seúl | Medalla de plata |

### Participaciones en Juegos Panamericanos
| Juegos Panamericanos | Sede         | Resultado |
| -------------------- | ------------ | --------- |
| 1987                 | Indianápolis | Campeón   |

## Clubes
| Club                          | País     | Año       |
| ----------------------------- | -------- | --------- |
| Guarani                       | Brasil   | 1978-1979 |
| São Paulo                     | Brasil   | 1980-1981 |
| Atlético Mineiro              | Brasil   | 1981-1982 |
| Santa Cruz                    | Brasil   | 1983-1984 |
| Sport Recife                  | Brasil   | 1985-1986 |
| Cruzeiro                      | Brasil   | 1986-1987 |
| Selección de fútbol de Brasil | Brasil   | 1987-1988 |
| São Paulo                     | Brasil   | 1989-1990 |
| Yomiuri Kawasaki              | Japón    | 1990-1991 |
| Porto                         | Portugal | 1991-1992 |
| Cruzeiro                      | Brasil   | 1993-1994 |
| Corinthians                   | Brasil   | 1994-1995 |
| Palmeiras                     | Brasil   | 1995-1996 |
| Deportivo de La Coruña        | España   | 1996-1997 |
| Goiás                         | Brasil   | 1997-1998 |
| Guarani                       | Brasil   | 1998-1999 |
| Santos                        | Brasil   | 1999-2000 |
| Guarani                       | Brasil   | 2000-2002 |
| Santa Clara                   | Portugal | 2002-2003 |
| América Mineiro               | Brasil   | 2004      |
| Atlético Mineiro              | Brasil   | 2005      |

## Palmarés

### Campeonatos nacionales
| Título                       | Club             | País     | Año  |
| ---------------------------- | ---------------- | -------- | ---- |
| Serie A                      | Guarani          | Brasil   | 1978 |
| Campeonato Paulista          | São Paulo        | Brasil   | 1980 |
| Campeonato Mineiro           | Atlético Mineiro | Brasil   | 1981 |
| Campeonato Paulista          | São Paulo        | Brasil   | 1989 |
| Japan Soccer League          | Yomiuri Kawasaki | Japón    | 1990 |
| Supercopa de Portugal        | Porto            | Portugal | 1991 |
| Primera División de Portugal | Porto            | Portugal | 1992 |
| Primera División de Portugal | Porto            | Portugal | 1993 |

### Copas internacionales
| Título               | Selección                     | Ciudad       | Año  |
| -------------------- | ----------------------------- | ------------ | ---- |
| Juegos Panamericanos | Selección de fútbol de Brasil | Indianápolis | 1987 |
| Juegos Olímpicos     | Selección de fútbol de Brasil | Seúl         | 1988 |